# Каринка (приток Тоймы)
Каринка — река в России, протекает в Республике Татарстан. Впадает справа в реку Тойма в 30 км от устья. Длина реки составляет 26 км. Площадь водосборного бассейна — 102 км². Высота устья — 59 м над уровнем моря.

## Данные водного реестра
По данным государственного водного реестра России относится к Камскому бассейновому округу, водохозяйственный участок реки — Кама от Нижнекамского гидроузла и до устья, без реки Вятка, речной подбассейн реки — бассейны притоков Камы до впадения Белой. Речной бассейн реки — Кама.